# Ozark-Plateau

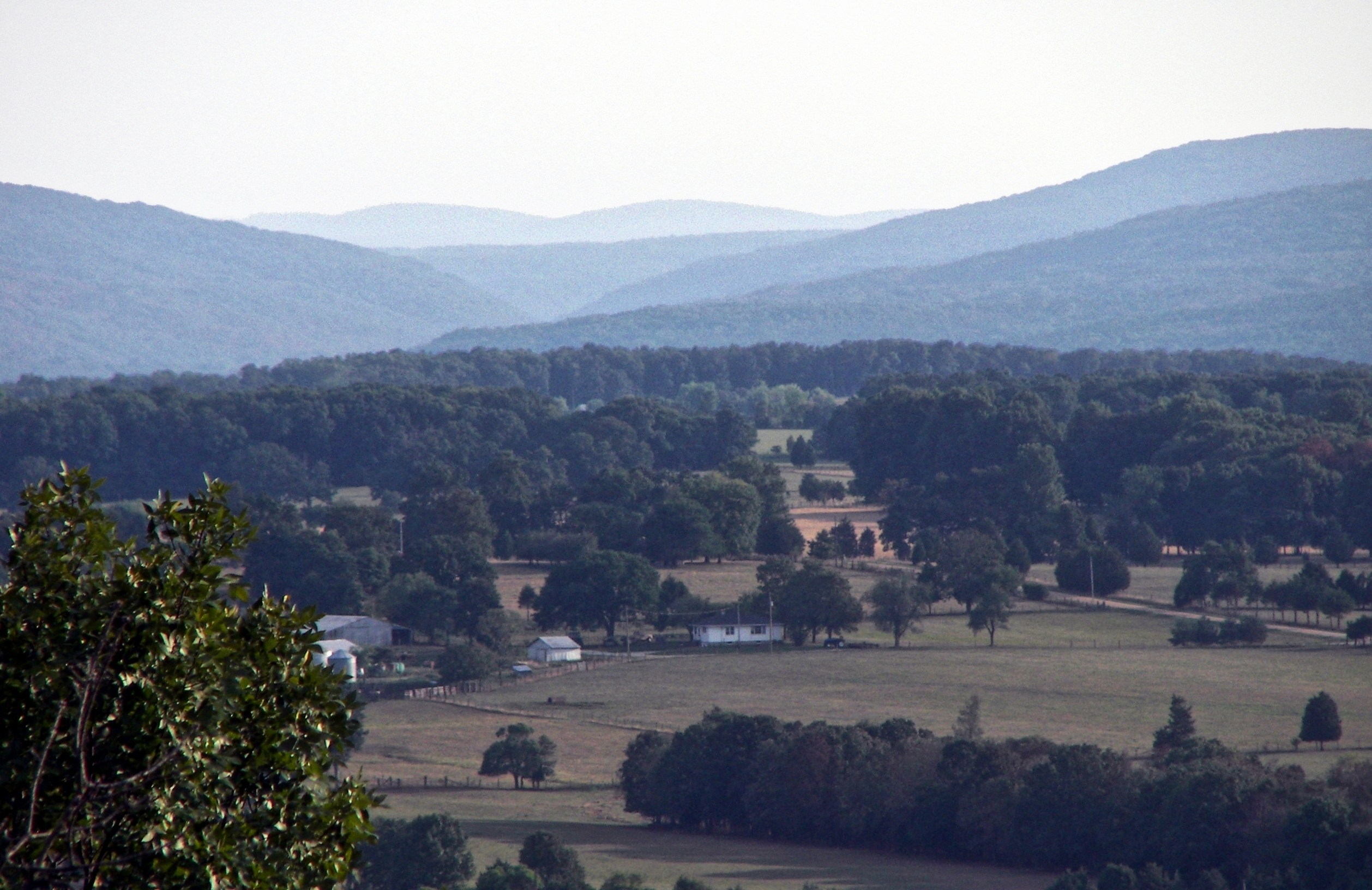
Die Saint Francois Mountains, gesehen vom Knob Lick Mountain in Missouri, sind das geologische Herz der Ozarks

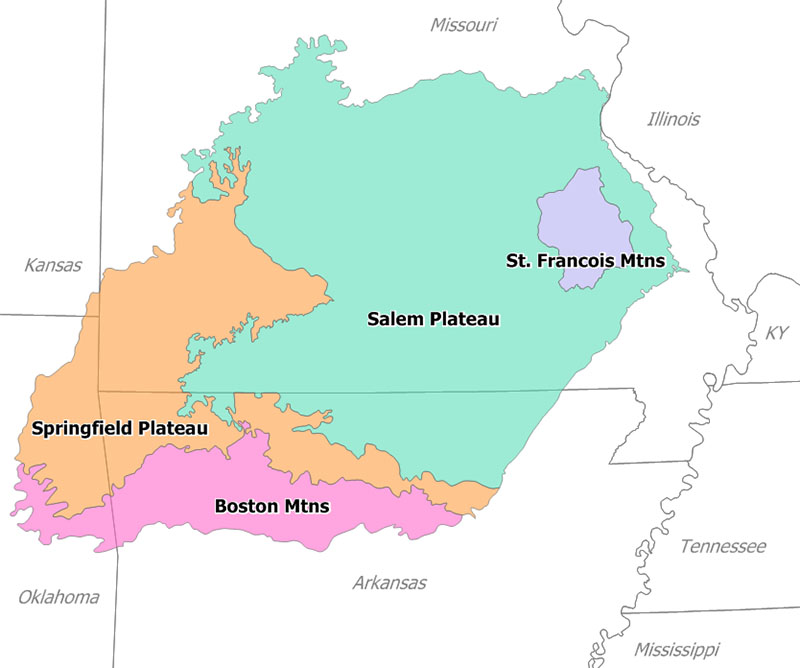
Das Ozark-Plateau und seine Hauptregionen

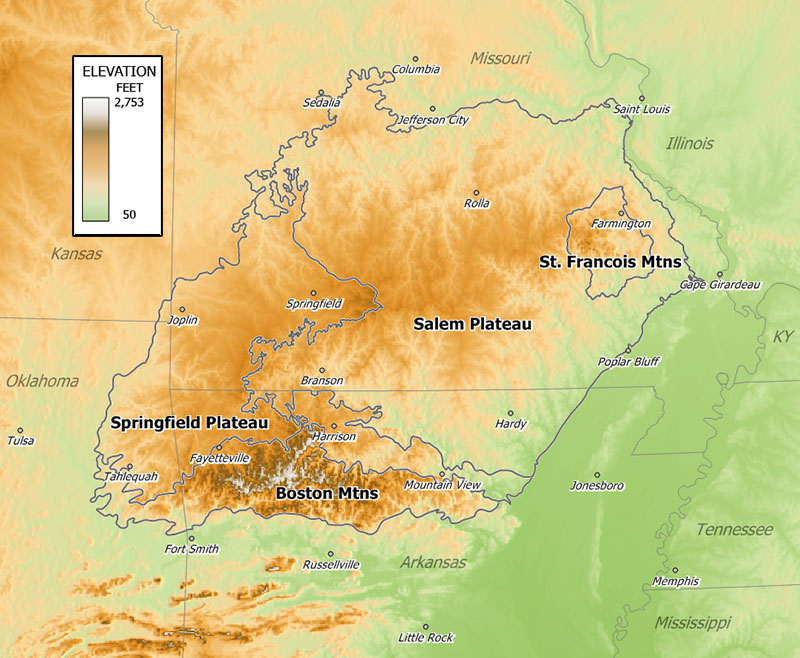
Reliefkarte des Ozark-Plateaus

Das Ozark-Plateau (auch Ozarks, Ozark Mountains oder Ozarks Mountain Country genannt) ist eine physiogeographisch, geologisch und kulturell einheitliche Hochlandregion in den zentralen Vereinigten Staaten. Es nimmt die südliche Hälfte von Missouri und einen großen Teil des nordwestlichen und zentralen nördlichen Teils von Arkansas ein und erstreckt sich ebenso in das nordöstliche Oklahoma sowie den äußersten Südosten von Kansas.
Obwohl es gelegentlich als Ozarkgebirge bezeichnet wird, ist das Gebiet eine hoch liegende und tief zerschnittene Hochebene. Aus geologischer Sicht ist es eine ausgedehnte Aufwölbung um die Saint Francois Mountains. Das Ozark-Plateau nimmt eine Fläche von fast 122.000 km² ein und ist bei weitem die größte Bergregion zwischen den Appalachen und den Rocky Mountains. Zusammen mit den Ouachita Mountains bildet es die so genannten U.S. Interior Highlands und wird oft in einem Atemzug mit den Ouachita Mountains genannt. So umfasst etwa die Ökoregion der Ozark Mountain Forests auch die südlich der Boston Mountains liegenden Ouachitas und das Tal des Arkansas River, obwohl beide normalerweise nicht als Teile der Ozarks angesehen werden.

## Namensherkunft
Die Herkunft des Namens ist Gegenstand von Spekulationen.
„Ozarks“ ist wahrscheinlich aus der englischen Aussprache der französischen Kurzform „Aux Arks“ für „aux Arkansas“ („nach Arkansas“) entstanden. Diese Redewendung bezieht sich ursprünglich auf den Handelsposten bei Arkansas Post, der sich im bewaldeten Tiefland des Arkansas-Deltas befindet, oberhalb der Mündung des White River in den Mississippi River. „Arkansas“ war anscheinend die französische Version des Namens Quapaw, den der Stamm der Illiniwek für diese Gegend gebrauchte, welcher in der Gegend des Handelspostens weiter flussaufwärts des Mississippi lebte. 
Eine andere mögliche Ableitung ist „aux arcs“ („zu den Bögen“), ein Hinweis auf die im Gebiet der Ozarks häufig vorkommenden, durch Erosion geformten Naturbrücken und eingestürzten Höhlen. Zwei Beispiele für solche Erscheinungen sind Clifty Hollow Natural Bridge, eine ganze Reihe von Bögen in Missouri, und Alum Cove im Ozark-St. Francis National Forest.
Eine weitere Theorie ist die Entstehung der Bezeichnung „aux arcs“ als Abkürzung von „aux arcs-en-ciel“ (französisch für „zu den Regenbögen“), die in den bergigen Regionen ein häufiger Anblick sind. 
Aus dem beschriebenen „Aux Arks“ entstand in den Jahrzehnten vor dem Franzosen- und Indianerkrieg das Wort „Ozarks“ und entwickelte sich schließlich zu einer Bezeichnung für das gesamte Plateau, das in den Arkansas und Missouri River entwässert. So wurden nach dem Louisiana Purchase die höher gelegenen Regionen von amerikanischen Reisenden mit dem Wort „Ozark“ belegt, also etwa „Ozark Mountains“ und „Ozark Forests“. Im 20. Jahrhundert schließlich hatte die Bezeichnung „Ozarks“ Eingang in den allgemeinen Sprachschatz gefunden.

## Geographie

### Topographie

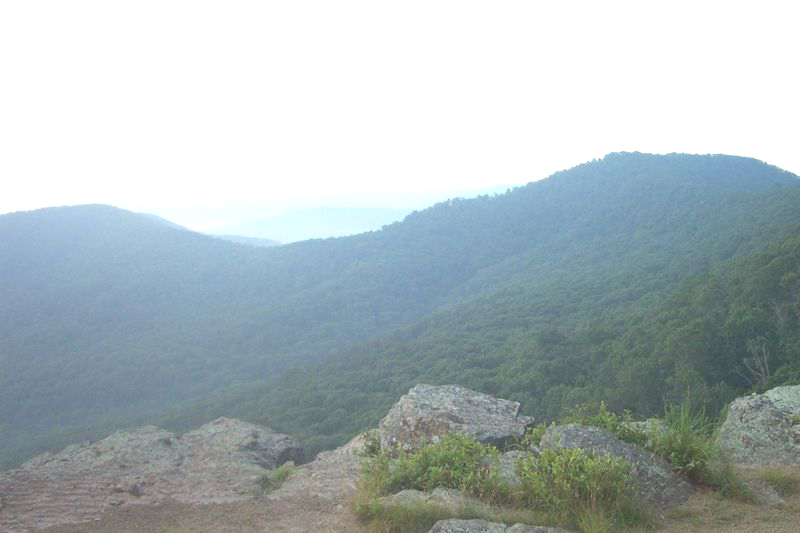
Boston Mountains in den Ozarks von Arkansas

Das Ozark-Plateau besteht aus vier physiogeographischen Hauptregionen: dem Springfield-Plateau, dem Salem-Plateau, den Saint Francois Mountains und den Boston Mountains. Die Topographie ist meist sanft hügelig, mit Ausnahme der Boston Mountains, der Steilstufe zwischen Springfield- und Salem-Plateau sowie im rauen Terrain der Saint Francois Mountains.
In den Kalksteinen des Springfield-Plateaus und vor allem in den dolomitischen Gesteinen des Salem-Plateaus und der Boston Mountains sind Karst-Erscheinungen wie Karstquellen, Dolinen, Ponore und Höhlen häufig. Big Spring in den Ozarks von Missouri ist eine der größten Quellen in den USA, sie schüttet 1 Million m³ Wasser pro Tag in den Current River. Missouri ist auch unter der Bezeichnung „Höhlenstaat“ bekannt, mit seinen 6.000 bekannten Höhlen steht es nur hinter Tennessee zurück. Die meisten dieser Höhlen in Missouri befinden sich in den Ozarks.
Der Aquifer des Ozark-Plateaus ist ein großes, zusammenhängendes Grundwasser-Reservoir in ordovizischen bis devonischen Kalksteinen, Dolomiten und Sandsteinen, die außerhalb der magmatischen Gesteine der Saint Francois Mountains weit verbreitet sind. Vor allem in Missouri bilden Kalksteine und Dolomite die für das Ozark-Plateau einzigartigen, felsigen Lichtungen, die vor allem in Hanglagen auf dünner Bodenkrume Gräser und Hochstaudenpflanzen in einer sonst dicht bewaldeten Gegend tragen.
Die Boston Mountains sind der höchste Teil des Ozark-Plateaus, ihre Gipfel erreichen Höhen von knapp über 780 m, die Täler liegen 150 bis 450 m tiefer. Turner Ward Knob im westlichen Newton County (Arkansas) ist mit 751 m der höchste benannte Gipfel. Etwas höher sind fünf nahegelegene namenlose Höhen, die 780 m erreichen oder knapp überschreiten.
Die Kette der Saint Francois Mountains erhebt sich im Osten über das Ozark-Plateau, sie ist das geologische Herz des aufgewölbten Hochlands. Ihre magmatischen und vulkanischen Gesteine sind der Überrest eines präkambrischen bis kambrischen Gebirges. Der abgetragene Kern dieses Gebirges ragte im Paläozoikum als Insel aus dem Meer, so dass sich in den Sedimentschichten Überreste von Korallenriffen finden. In diesen Riffbauten sammelten sich später durch metallführende Lösungen reiche Blei-Zink-Erze an, die seit langem und auch heute noch ausgebeutet werden. Die magmatischen und vulkanischen Gesteine sind in der Tiefe unter einer dünnen Decke von paläozoischen Sedimentgesteinen weit verbreitet und bilden das Grundgebirge der ganzen Region.

### Die Gewässer des Ozark-Plateaus

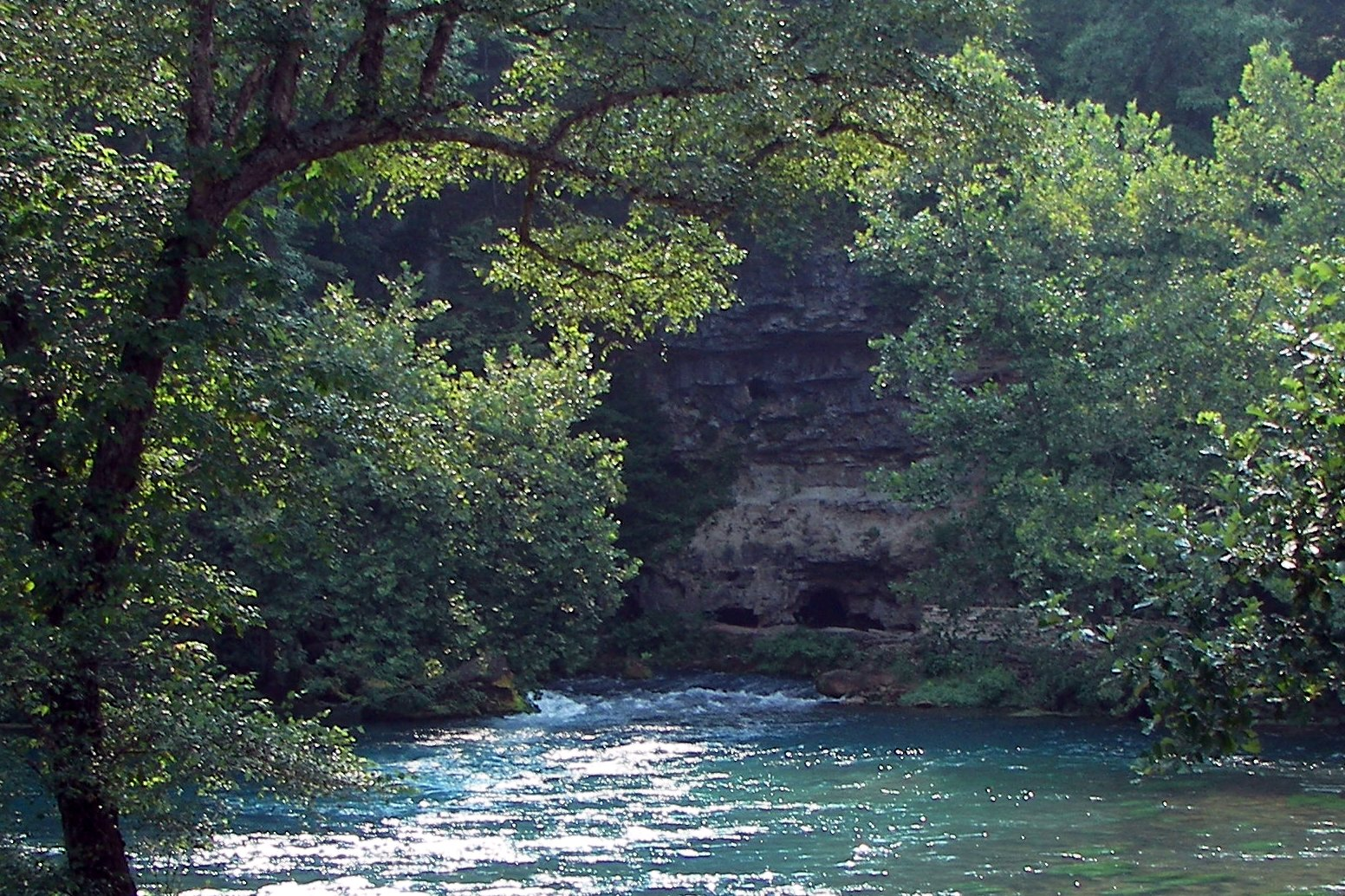
Big Spring in den Ozarks von Missouri ist eine der größten Quellen in den USA

Die Schaffung der Seen durch das United States Army Corps of Engineers, die 1911 mit dem Aufstau des White River zum Lake Taneycomo begann, begründete mit ihren touristischen Bootstouren und Angelmöglichkeiten einen beachtlichen Wirtschaftsfaktor entlang der Grenze von Missouri und Arkansas. Insgesamt wurden durch den Bau von Staudämmen im White River zwischen 1911 und 1960 sechs Stauseen eingerichtet. Lake Sequoyah aus dem Jahr 1961, ein kleiner Angel- und Freizeitsee östlich von Fayetteville (Arkansas), ist der oberste der Stauseen des White River. Stromabwärts des Lake Sequoyah und nordöstlich von Fayetteville liegt der 1960 errichtete Beaver Lake. Der White River setzt seinen nach Nordosten gerichteten Lauf fort in den Table Rock Lake (1958) in Missouri, der direkt in den bereits 1913 errichteten Lake Taneycomo entwässert. Von dort knickt der White River südöstlich nach Arkansas ab und bildet dort an der Grenze von Arkansas und Missouri den 1952 errichteten Bull Shoals Lake. Dieser ist der am weitesten stromabwärts gelegene Stausee im eigentlichen Flusslauf des White River. Der 1941 aufgestaute Lake Norfork liegt nicht im White River selber, sondern fasst die Wässer des North Fork River, eines Nebenflusses des White River.
Im Norden des Ozark-Plateaus befinden sich die Stauseen Lake of the Ozarks, Pomme de Terre Lake und Truman Lake, die 1931, 1961 und 1979 durch den Aufstau des Osage River und seines Nebenflusses Pomme de Terre River entstanden. Grand Lake in Nordost-Oklahoma wurde 1940 aufgestaut. 1969 wurde ein Damm im Tal des Sac River in der Nähe von Stockton (Missouri) errichtet, der zur Bildung des Stockton Lake führte, welcher durch eine Pipeline zur Wasserversorgung von Springfield (Missouri) beiträgt. Die meisten der Dämme wurden nicht nur zur Hochwasserregulierung, sondern auch zur Erzeugung von Strom errichtet.
Die Anlage der Seen veränderte die Landschaft des Ozark-Plateaus und hatte durch die nötige Umsiedlung erhebliche Auswirkung auf die traditionelle Kultur der Ozarks. Vor der Errichtung der Dämme fanden sich die Siedlungen, Bauernhöfe und Mühlen in den Flusstälern und entlang der Gewässer, um sie für Trinkwasser und Wasserkraft zu nutzen. Viele landwirtschaftliche Straßen, Flussfurten und sogar Eisenbahnlinien gingen verloren, als das Wasser kam und die ländlichen Transporte und den Handel unterbrach. Eindrücke von der ursprünglichen Landschaft in den Tälern von White River und Osage bieten heute noch Buffalo River, Elk River, Current River und Eleven Point River.

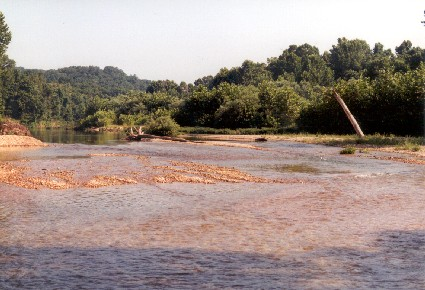
Big Sugar Creek in Südwest-Missouri

Der Buffalo River wurde 1972 durch den Kongress der Vereinigten Staaten als der erste der „National Rivers“ der USA ausgewiesen, er wird durch den National Park Service verwaltet. In Missouri wurden entlang des Current River und des Jacks Fork River 1964 die Ozark National Scenic Riverways geschaffen. Obwohl er kein „National River“ ist, so ist er doch der erste Nationalpark der Vereinigten Staaten, der ein Flusssystem zur Grundlage hat. Der Eleven Point River gehört zum National Wild and Scenic Riverways System. Diese Flussparks leiten zusammen jedes Jahr etwa 1,5 Millionen Besucher in die am wenigsten bevölkerten Gegenden von Arkansas und Missouri.
In Missouri haben Gasconade River, Big Piney und Niangua River ihren Lauf im zentralen Norden, der Meramec River und seine Zuflüsse Huzzah Creek und Courtois Creek befinden sich im Nordosten des Ozark-Plateaus. Black River und St. Francis River markieren den östlichen Bogen des Ozark-Plateaus. Im südlichen Zentralmissouri befinden sich James River, Spring River und North Fork River; der Spring River und sein Zufluss Center Creek bilden die zentrale Westgrenze des Ozark-Plateaus von Missouri durch Kansas nach Oklahoma. Grand Falls, der größte natürliche Wasserfall von Missouri, stürzt über einen Stufe von Kieselschiefern und bildet Klippen und Felsflächen am Shoal Creek im Süden von Joplin. Alle diese Flusssysteme werden saisonal intensiv durch Freizeitnutzung in Anspruch genommen, dies gilt auch für den Elk River in Südwest-Missouri und seinen Nebenfluss Big Sugar Creek.
Die Bäche und Flüsse des Ozark-Plateaus sind typischerweise klare Gewässer, die durch die Wälder an Kalksteinklippen vorbeifließen, ihre Wasserführung ist durch Zuflüsse im Fluss- oder Bachbett und viele Quellen gesichert. Kiesbänke sind häufig an flachen Ufern, während an felsigen Ufern tiefe Löcher im Flussbett vorkommen. Abgesehen von Perioden mit schweren Regenfällen und während der Schneeschmelze ist ihr Schwierigkeitsgrad für Kanufahrer und Rafter nicht zu hoch.
Aufgrund des Überflusses an Quellen und Gewässern sind Fischzuchtbetriebe häufig. Die Nationale Fischzuchtanstalt von Neosho wurde 1888 errichtet, sie war der erste staatliche Fischzuchtbetrieb. Das Missouri Department of Conservation unterhält zahlreiche Warm- und Kaltwasserzuchtanstalten und Forellenparks, und private Betriebe wie der von Rockbridge (Missouri) sind ebenfalls nicht selten.

## Wirtschaft

### Bodenschätze
Das Ozark-Plateau besitzt abbauwürdige Bodenschätze, namentlich Blei-, Zink-, Baryt- und Eisenerze. Viele der Vorkommen dieser Bodenschätze wurden in der Vergangenheit bereits abgebaut. Viele Vorräte sind jedoch noch vorhanden und werden im sogenannten „Bleigürtel“ im südlichen Zentral-Missouri abgebaut. Im Laufe der Wirtschaftsgeschichte der Region der Saint Francois Mountains sowie im Dreiländereck der Staaten Missouri, Kansas und Oklahoma haben die Blei-Zink-Erze eine wichtige Rolle als Metalllieferanten gespielt. Abbautechniken des frühen 20. Jahrhunderts hinterließen hier bedeutende Bergsenkungen und Schwermetallverunreinigungen im Boden und Grundwasser. In den Ozarks von Oklahoma sowie in der Osthälfte der Boston Mountains in Arkansas wird Öl gesucht und gefördert. 

### Viehzucht
Rinderzucht zur Fleischerzeugung und die Produktion von Milcherzeugnissen ist in der Region weit verbreitet. Die Vermarktung der Milcherzeugnisse ist im Normalfall genossenschaftlich organisiert, indem die einzelnen Milchbauern ihre Produkte an einen zentralen Händler verkaufen, der sie unter einem gemeinsamen Produktnamen verpackt und vertreibt.

### Lebensmittelindustrie
Geflügelzucht und Lebensmittelverarbeitung sind weitere wichtige Wirtschaftszweige in der Region. Beispiele für große Geflügelzuchtbetriebe und Firmen für Lebensmittelverarbeitung sind Tyson Foods und ConAgra Foods, die zahlreiche Einrichtungen in den Ozarks betreiben. Schreiber Foods, der größte Käse-Hersteller der Welt in Privatbesitz, operiert in ganz Süd-Missouri. Stillwell Foods erzeugt Gefriergemüse und andere Lebensmittel im östlichen Oklahoma. Kommerzielle Landwirtschaft und Lebensmittelverarbeitung führen zu einer Zunahme von chemischen und biologischen Schadstoffen in den Gewässern des Ozark-Plateaus und bedrohen die Wasserversorgung und einheimische Tier- und Pflanzenarten.

### Waldwirtschaft
Das Ozark-Plateau ist zum größten Teil bewaldet, vor allem mit Eiche und Hickory. Sowohl Weich- als auch Harthölzer werden von privaten und öffentlichen Waldeignern angebaut und bilden seit langem eine wichtige Stütze der Wirtschaft. Häufig ist auch Virginischer Wacholder, während im südlichen Kiefernarten häufig anzutreffen sind. Weniger als ein Viertel der Fläche wurde für Weiden und Ackerland gerodet. Die Anfang und Mitte des 20. Jahrhunderts intensiv ausgebeuteten Waldgebiete haben sich heute wieder erholt. Dennoch hat Entwaldung dazu beigetragen, dass sich infolge von Erosion in von der Forstindustrie bewirtschafteten Gebieten die Anschüttung von Kiesbänken in Gewässern verstärkt hat, gleichzeitig wurden Flussbetten breiter und flacher, und Lebensräume von Fischen des tieferen Wassers gingen verloren.
Während der Zeit des New Deals beschäftigte das Civilian Conservation Corps Hunderte von Arbeitern bei der Errichtung von fast 400 Feuerwachtürmen überall in den Ozarks. 121 dieser Beobachtungsstellen sind in Arkansas bekannt und 257 in Missouri, etwa die Hälfte existiert auch heute noch, und viele davon werden vom United States Forest Service genutzt.

### Mühlenwirtschaft
Die zahlreichen Flüsse und Bäche der Region boten Standorte für Hunderte von Säge- und Schrotmühlen. Mühlen waren Zentren der Kultur und des Handels. Weit verstreut innerhalb der Region dienten sie der Versorgung von örtlichen Bedürfnissen und gediehen in vielen Fällen auch dann, wenn sich die nächste Mühle nur ein paar Kilometer entfernt befand. Nur wenige Mühlen der Ozarks verließen sich auf einfache Wasserräder von geringem Wirkungsgrad, die meisten verfügten über einen Mühlteich mit Gerinne und eine wassergetriebene Turbine.

### Tourismus
Heute ist der Tourismus die wichtigste Wachstumsindustrie in den Ozarks, wie sich unter anderem an der Entwicklung des Vergnügungszentrums von Branson (Missouri) zeigt.

### Transportindustrie
Die Transportindustrie ist wichtig für die regionale Wirtschaft. Mehrere national operierende Speditionen sind in der Region angesiedelt, unter anderem J. B. Hunt und Prime, Inc. Springfield ist ein zentraler Umschlagplatz für BNSF Railway. Holztransport und Nutzholzindustrie sind ebenfalls wichtig für die Wirtschaft der Ozarks, von kleinen Sägemühlen in Familienbesitz bis zu großen kommerziellen Konzernen. Einige der Gesellschaften der Fortune 500 wie Wal-Mart und Leggett & Platt wurden hier gegründet und sind auch heute noch vor Ort vertreten.

## Die Kultur des Ozark-Plateaus

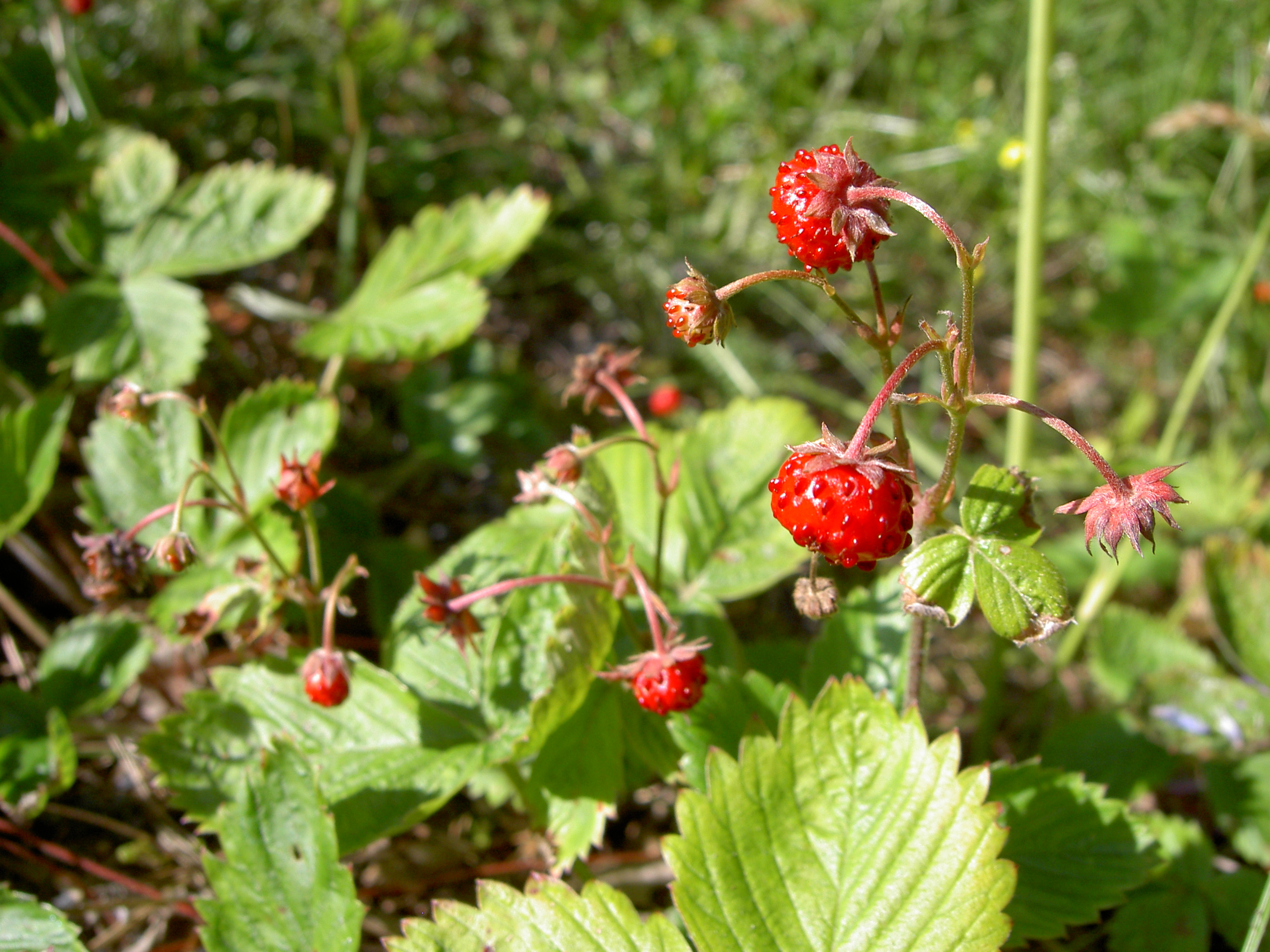
Wald-Erdbeere

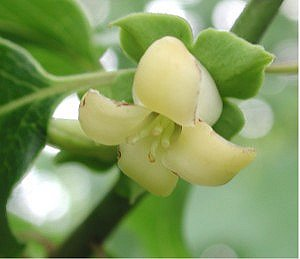
Honigapfel

Der Begriff Ozark bezieht sich nicht nur auf eine Landschaft, sondern auch auf ihre Bevölkerung mit einer besonderen Kultur, Architektur und einem Dialekt, der von den Menschen gesprochen wird, die auf dem Plateau leben. Die traditionelle Kultur des Ozark-Plateaus ist eine Mischung, die derjenigen ähnelt, die in Appalachia (Region der Appalachen und nördlich von ihnen) und dem Upland South (Region westlich der Appalachen) vorherrscht und auch der des Mittleren Westens ähnelt. Frühe Siedler in Missouri waren Amerikaner, in den 1840ern und 1850ern gefolgt von irischen und deutschen Einwanderern. Ein großer Teil der Bevölkerung des Ozark-Plateaus ist deutscher und schottisch-irischer Abstammung, oft vermischt mit indianischen Vorfahren, und viele der ansässigen Familien leben schon seit dem 19. Jahrhundert auf dem Ozark-Plateau.
Die Religion auf dem Ozark-Plateau war wie in den Appalachen während der Frühzeit der Besiedlung vorwiegend baptistisch und methodistisch, während sie heute sozial konservativ oder kongregationalistisch ist, wobei Assemblies of God, Southern Baptists und andere protestantische Pfingstler-Bewegungen vertreten sind. In den 1970er Jahren siedelten sich Kommunen in den ländlichen Gegenden an, und einige nur in den Ozarks vertretene Sekten kommen hier vor. Römisch-katholische Christen sind außerhalb der Städte selten, es handelt sich vor allem um deutsche Katholiken und Einwohner der Gebiete, die vor allem von französischen Einwanderern besiedelt wurden, wie etwa Washington County (Missouri).
Ansiedlungen in ländlichen Gebieten sind eher als alleinstehende Gehöfte ausgebildet, anstatt sich in Dörfern zu gruppieren. Die frühen Siedler besserten ihr Einkommen mit Jagd, Fischerei, Fallenstellen und anderen Arten der Nahrungssuche auf. Heute sind Jagd und Fischerei häufige Freizeitaktivitäten und ein wichtiger Teil der Tourismusindustrie. Pilzesammeln ist üblich, vor allem das von Morcheln und Bauchpilzen, und das Sammeln von Kräutern für traditionelle Medizin – hier etwa Echtes Johanniskraut und Amerikanischer Ginseng – wird von Großabnehmern in der Region finanziell unterstützt. Andere Sammelgüter sind Kermesbeeren, Brunnenkresse, Honigapfel, zahlreiche Wildbeeren wie Brombeeren, Himbeeren, Maulbeeren, Wildkirsche und Wald-Erdbeere sowie viele Arten von Nüssen, so etwa Schwarznuss, Hickory und Eicheln. Essbare Hülsenfrüchte, Wildgräser und Wildblumen sind vielfältig, und Bienenhaltung ist weit verbreitet.
Auf die Kultur der Ozarks wird in Büchern, Zeitschriften sowie in Funk und Fernsehen verbreitet hingewiesen. Where the Red Fern Grows und Shepherd of the Hills sind Bücher, die in den Ozarks spielen. Ozark Jubilee, die erste nationale Sendung über Countrymusik, entstand 1955 in Springfield und wurde während der 1960er von ABC unter verschiedenen Namen ausgestrahlt. Ausstellungen zu traditioneller Lebensweise auf dem Ozark-Plateau sind die beiden Familien-Themenparks in Silver Dollar City und das mittlerweile stillgelegte Dogpatch USA, dazu kommt der Vergnügungspark in Branson.
Die traditionelle Kultur der Ozarks umfasst Geschichten und Melodien, die bei gemeinschaftlichen Musikfesten und anderen ungezwungenen Veranstaltungen von Generation zu Generation mündlich überliefert wurden. Square Dance war ein wichtiges soziales Ereignis noch bis ins 20. Jahrhundert. Solche Tänze entstanden immer dort, wo Menschen sich um Sägemühlen und in Holzfällercamps versammelten, ebenso in geografisch isolierten Gemeinden, wo sich eigene Tanzmelodien und -variationen entwickelten. Von allen traditionellen Musikanten in den Ozarks war es vor allem der Fiedler, der in der Gemeinschaft und in der Folklore einen besonderen Platz einnahm. Die Bürger verehrten Fiedler, weil sie örtliche Melodien spielten, während reisende Fiedler neue Melodien und frische Unterhaltung brachten, auch wenn viele Bürger ihre Ankunft als eine Gefahr für die öffentliche Moral betrachteten.
Der Folklorist Vance Randolph sammelte die mündliche Literatur des Ozark-Plateaus. Von ihm stammt der nationale Bestseller Pissing in the Snow and Other Ozark Folktales (University of Illinois Press, 1976) und Ozark Folksongs (University of Missouri Press, 1980), eine vierbändige Anthologie regionaler Lieder und Balladen. Die Anekdoten der mündlichen Überlieferung der Ozarks sind meistens recht derb und voll von wilden Ausschmückungen von Alltagsthemen. Die University of Arkansas Press und Gershon Legman veröffentlichten im Jahr 1992 zwei Bände vormals unpublizierbarer Folklore aus Randolphs Sammlung unter dem Titel Roll Me in Your Arms und Blow the Candle Out.
Die Ozarks waren Schauplatz des vielfach ausgezeichneten Independentfilms Winter’s Bone (mit Jennifer Lawrence, Regie: Debra Granik) aus dem Jahr 2010, basierend auf der literarischen Vorlage von US-Autor Daniel Woodrell.
Ozark ist auch eine Netflix-Serie mit Jason Bateman und Laura Linney, in der eine Mittelschichtsfamilie aus Chicago vor einem mexikanischen Drogenkartell in die Urlaubsregion der Ozarks fliehen muss, um dort mehrere Millionen Dollar aus illegalen Geschäften zu waschen.
Sue Hubbell schildert in ihren Büchern "A Country Year: Living the Questions" (deutsch: Leben auf dem Lande) und "A Book of Bees" ihr Leben als Bienenzüchterin in den Ozarks.